# 沈树忠
沈树忠（1961年10月—），浙江湖州人，中国地质学家、古生物学家。曾多次赴中国西南地区、西亚、美国研究地层学，提出了藏南地区冈瓦纳北缘二叠-三叠纪之交连续底层序列，提出新特提斯洋形成于中二叠世。他对二叠纪腕足动物也作出了深入研究。提出大规模岩浆活动导致二叠纪－三叠纪灭绝事件的看法。在意大利米蘭舉行的第三屆國際地層學大會上，中國科學院院士、南京大學地球科學與工程學院教授沈樹忠榮獲地層學國際個人突出貢獻獎。這一由國際地層委員會2004年設立、每4年頒發一次，且每次僅有一人獲獎的個人突出貢獻獎，旨在獎勵在國際地層學領域做出突出貢獻的地質學家。57歲的沈樹忠是第一位獲此獎項的亞洲科學家。

## 生平
沈树忠1981年获浙江煤炭工业学校学士学位，1986年、1989年获中国矿业大学硕士、博士学位。2000年成为南京地质古生物所研究员。曾获国家自然科学二等奖、尹赞勋地层古生物学奖、李四光地质科学奖。2015年获选为中国科学院院士。2019年荣获国际地层委员会奖章。